# Волсолл
Во́лсолл (англ. Walsall) — місто у Великій Британії (метрополітенське графство Вест-Мідлендс), розташоване на північний схід від Бірмінгема і на схід від Вулвергемптона. Історично (до 1974 року) Волсолл був частиною церемоніального графства Стаффордшир.
Старовинний центр шорного виробництва і металообробки; в місті представлені металургія, верстатобудування, електротехніка, виробництво автодеталей, шкіряна промисловість.
Волсолл — адміністративний центр метрополітенського району Волсолл. Згідно з переписом 2001 року населення міста становило 170 994 чоловік. Населення округу Волсолл — 253,5 тис. осіб.

## Географія
Найближчі до Волсолла населені пункти округу — Вілленголл (англ. Willenhall), Блоксвіч (англ. Bloxwich) і Олдрідж (англ. Aldridge). Також поруч знаходиться село Волсолл-Вуд, що відноситься до графства Вест-Мідлендс.

## Історія
Перші згадки про Волсолл (який тоді називався Walesho) відносяться до 1002 року; припускається, що назва поселення походить від словосполучення «Walh halh» («Долина тих, які говорять кельтською»). До початку XIII століття Волсолл був уже невеликим торговим центром. У XIV столітті була заснована посада мера Волсолла. В результаті індустріальної революції населення Волсолла за 200 років зросло з 2 тисяч (в XVI столітті) до 86 тисяч.

## Спорт
У місті базується футбольний клуб «Волсолл», який виступає у Другій Футбольній лізі Англії, четвертому за значимістю футбольному турнірі Англії.

## Міста-побратимм
- Мюлуз, Франція (1953)